# Chadakori
Chadakori è un comune rurale del Niger facente parte del dipartimento di Guidan Roumdji nella regione di Maradi.